# مركز بيانات يوتا

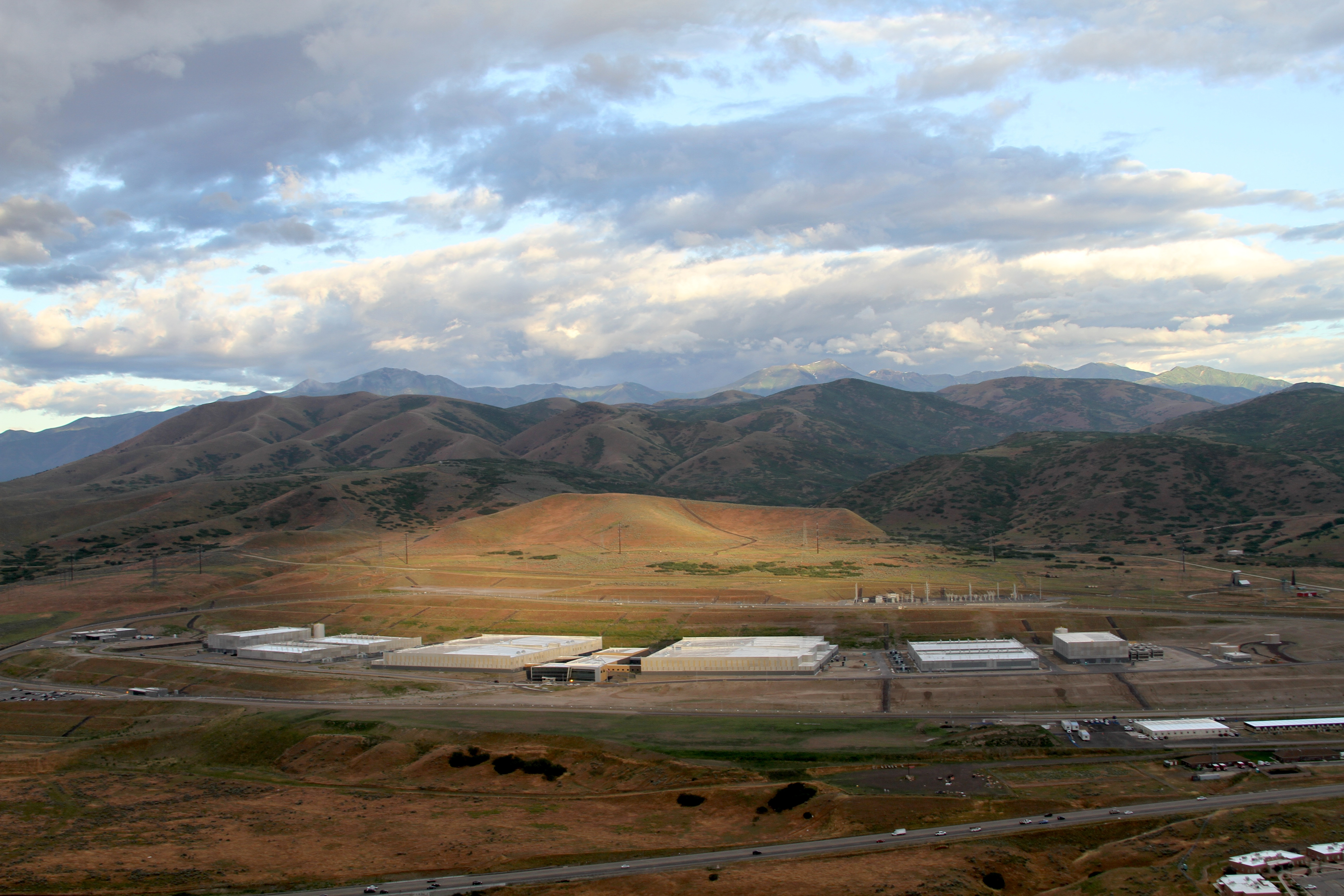
مركز وكالة الأمن القومي لبيانات
في ولاية يوتا.

تصميم منطقة مركز بيانات يوتا.

مركز بيانات يوتا (بالإنجليزية: Utah Data Center)‏ والمعروف أيضا باسم مركز المخابرات للأمن السيبراني الوطني الشامل هو منشأة تخزين بيانات تابعة للولايات المتحدة، مصمم لتخزين بيانات بحجم إكسابايت أو أكبر الهدف الرئيسي من المركز هو دعم مبادرة الأمن السيبراني الوطني الشامل CNCI. وتدير وكالة الأمن القومي (NSA) عمليات المركز كوكيل تنفيذي. يقع المركز في كامب وليامز قرب بلوفدالي في ولاية يوتا بين بحيرة يوتا وبحيرة سولت ليك الكبرى وانتهاء بناءها في مايو 2014 بتكلفة قدرها 1.5 مليار دولار.
ووفقا لمقابلة مع إدوارد سنودن قال ان المشروع في البداية كان يعرف ب «مستودع البيانات الضخمة» داخل وكالة الأمن القومي.